# Фульда (река)
Фу́льда (нем. Fulda) — река в центральной Германии, левая составляющая Везера. Течёт преимущественно по федеральной земле Гессен, около устья также по федеральной земле Нижняя Саксония.
Длина — 218 км, судоходна на протяжении 109 км. Площадь водосборного бассейна — около 7 тысяч км². Средний расход воды составляет около 60 м³/с. Фульда — один из истоков реки Везер, впадающей в Северное море.
Фульда берёт начало у подножия горы Вассеркуппе в горах Рён. Имеет притоки Шлиц, Йосса и Эдер. У города Мюнден (земля Нижняя Саксония), соединившись с рекой Верра, образует Везер.
Города, расположенные на берегах Фульды: Кассель, Фульда, Бад-Херсфельд, Ротенбург-ан-дер-Фульда, Мельзунген, Бебра, Мюнден.